# Station Stary Sącz
Station Stary Sącz is een spoorwegstation in de Poolse plaats Stary Sącz.